# Hesketh Racing
Hesketh Racing – brytyjski zespół Formuły 1 założony przez lorda Alexandra Hesketha w 1972 roku. Głównym konstruktorem zespołu był dr Harvey Postelethwaite. W 1973 roku odkupili bolid od firmy March. W 1972 James Hunt zdobył drugie miejsce i ustanowił rekord toru w Grand Prix Stanów Zjednoczonych w 1973 roku. W 1975 Hesketh odniósł zwycięstwo w Grand Prix Holandii. Przez następne trzy sezony Hesketh zatrudniał różnych kierowców, jednak nie odniósł żadnych sukcesów. W 1978 roku wycofał się z wyścigów Grand Prix.